# AACTA al miglior regista internazionale
L'AACTA al miglior regista internazionale (AACTA International Award for Best Direction) viene assegnato dal 2012 al regista di un film non australiano votato come migliore dall'Australian Academy of Cinema and Television Arts.

## Vincitori e candidati

### Anni 2010-2019
- 2012
  - Michel Hazanavicius - The Artist
  - Woody Allen - Midnight in Paris
  - J. C. Chandor - Margin Call
  - Terrence Malick - The Tree of Life
  - Lynne Ramsay - ...e ora parliamo di Kevin (We Need to Talk About Kevin)
  - Martin Scorsese - Hugo Cabret (Hugo)
  - Lars von Trier - Melancholia
  - Nicolas Winding Refn - Drive
- 2013
  - David O. Russell - Il lato positivo - Silver Linings Playbook (Silver Linings Playbook)
  - Ben Affleck - Argo
  - Ang Lee - Vita di Pi (Life of Pi)
  - Steven Spielberg - Lincoln
  - Ben Lewin - The Sessions - Gli incontri (The Sessions)
  - Kathryn Bigelow - Zero Dark Thirty
- 2014
  - Alfonso Cuarón - Gravity
  - Steve McQueen - 12 anni schiavo (12 Years a Slave)
  - David O. Russell - American Hustle - L'apparenza inganna (American Hustle)
  - Paul Greengrass - Captain Phillips - Attacco in mare aperto (Captain Phillips)
  - Baz Luhrmann - Il grande Gatsby (The Great Gatsby)
- 2015
  - Alejandro González Iñárritu - Birdman
  - Richard Linklater - Boyhood
  - Wes Anderson - Grand Budapest Hotel (The Grand Budapest Hotel)
  - Morten Tyldum - The Imitation Game
  - Damien Chazelle - Whiplash
- 2016
  - George Miller - Mad Max: Fury Road
  - Adam McKay - La grande scommessa (The Big Short)
  - Todd Haynes - Carol
  - Ridley Scott - Sopravvissuto - The Martian (The Martian)
  - Alejandro González Iñárritu - Revenant - Redivivo - (The Revenant)
- 2017
  - Mel Gibson - La battaglia di Hacksaw Ridge (Hacksaw Ridge)
  - Denis Villeneuve - Arrival
  - Damien Chazelle - La La Land
  - Garth Davis - Lion - La strada verso casa (Lion)
  - Kenneth Lonergan - Manchester by the Sea
- 2018
  - Christopher Nolan - Dunkirk
  - Luca Guadagnino - Chiamami col tuo nome (Call Me by Your Name)
  - Craig Gillespie - Tonya (I, Tonya)
  - Greta Gerwig - Lady Bird
  - Guillermo del Toro – La forma dell'acqua - The Shape of Water (The Shape of Water)
- 2019
  - Alfonso Cuarón - Roma
  - Bradley Cooper - A Star Is Born
  - Spike Lee - BlacKkKlansman
  - Yorgos Lanthimos - La favorita (The Favourite)
  - Warwick Thornton - Sweet Country

### Anni 2020-2029
- 2020[2][3]
  - Quentin Tarantino - C'era una volta a... Hollywood (Once Upon a Time... in Hollywood)
  - Sam Mendes - 1917
  - Todd Phillips - Joker
  - Bong Joon-ho - Parasite (Gisaengchung)
  - Martin Scorsese -The Irishman
- 2021[4][5]
  - Chloé Zhao - Nomadland
  - Pete Docter - Soul
  - Emerald Fennell - Una donna promettente (Promising Young Woman)
  - David Fincher - Mank
  - Aaron Sorkin - Il processo ai Chicago 7 (The Trial of the Chicago 7)